# Гуттенберг (Баварія)
Гуттенберг (нім. Guttenberg) — громада в Німеччині, розташована в землі Баварія. Підпорядковується адміністративному округу Верхня Франконія. Входить до складу району Кульмбах. Складова частина об'єднання громад Унтерштайнах.
Площа — 10,66 км2. Населення становить 464 ос. (станом на 31 грудня 2020).